# Senado de Liberia
El Senado es la cámara alta del poder legislativo bicameral de Liberia que junto a la Cámara de Representantes, constituye la Legislatura de Liberia.
El Senado se basa en gran medida en el Senado de los Estados Unidos. La Constitución confiere el poder legislativo de Liberia tanto al Senado como a la Cámara de Representantes, que deben aprobar un proyecto de ley antes de enviarlo al Presidente. Además, el Senado posee varios poderes exclusivos en virtud de la Constitución, incluido el poder de asesorar y aprobar los nombramientos del Presidente para los poderes ejecutivo y judicial, además del deber de juzgar a todos los funcionarios públicos destituidos por la Cámara de Representantes.

## Historia
El Senado de Liberia, junto con la Cámara de Representantes, heredó los poderes legislativos del Consejo de la Mancomunidad de Liberia tras la Declaración de Independencia del país en 1847. Siguiendo el modelo del Senado de los Estados Unidos, el Senado liberiano contenía dos senadores de cada uno de los tres condados del país, lo que le dio una membresía total de solo seis senadores hasta la formación del Condado de Grand Cape Mount en 1856 y la anexión de la República de Maryland en 1857. El Senado volvió a crecer con la incorporación de cuatro condados en 1964 y cuatro adicionales en 1984-1985. Con la adición del decimoquinto condado, el Condado de Gbarpolu, en 2000, el Senado alcanzó su membresía actual de treinta senadores.
Como resultado de la agitación política en Liberia durante finales del siglo XX y principios del XXI, el Senado ha sido disuelto y reconstituido varias veces. Tras el golpe de Estado militar de 1980, el Senado fue disuelto y varios de sus miembros ejecutados, mientras que sus poderes fueron conferidos al Consejo Popular de Redención. Tras la promulgación de la Constitución de 1985 y las elecciones generales posteriores de 1985, el Senado fue reconstituido, solo para disolverse nuevamente tras el estallido de la Primera Guerra Civil en 1990. Tras un acuerdo de paz que puso fin a la guerra, el Senado volvió a sesionar tras la exitosa celebración de las elecciones generales de 1997 y permaneció constituido durante la Segunda Guerra Civil, de 1999 a 2003. Los Acuerdos de Paz de Accra que pusieron fin a la guerra civil transfirieron los poderes del Senado a la unicameral Asamblea Legislativa Nacional de Transición durante dos años, después de lo cual los votantes eligieron un nuevo Senado en las elecciones generales de 2005 .
Históricamente, el Senado estaba dominado por el partido político del presidente. Desde 1877 hasta el golpe de Estado de 1980, el Partido Whig Auténtico de la minoría estadounidense-liberiana tuvo un monopolio virtual del gobierno nacional, incluidos casi todos los escaños del Senado. El Partido Democrático Nacional de Samuel Doe y el Partido Patriótico Nacional de Charles Taylor tuvieron amplias mayorías en el Senado durante sus respectivas presidencias. Después de las elecciones generales de 2005, que fueron ampliamente consideradas como las más libres y justas en la historia de Liberia hasta esa fecha, un total de nueve partidos obtuvieron escaños en el Senado. Ningún partido obtuvo la mayoría de los escaños, una novedad en la historia política de Liberia.

## Membresía

### Elegibilidad
El artículo 30 de la Constitución establece cuatro requisitos para los miembros del Senado: 1) deben poseer la ciudadanía liberiana, 2) deben tener al menos treinta años de edad, 3) deben haber estado domiciliados en el condado que representan durante al menos un año antes de su elección, y 4) deben ser contribuyentes. Según la Constitución de 1847, los senadores debían poseer un cierto valor de bienes raíces dentro de su condado, lo que en efecto limitaba la capacidad de los ciudadanos indígenas para ser elegidos para el Senado. La propiedad como requisito para la elección fue eliminada en la Constitución actual.

### Elecciones
El artículo 83(b) de la Constitución de 1985 estableció originalmente un sistema de dos vueltas para las elecciones al Senado, según el cual si ningún candidato obtenía la mayoría de los votos, se celebraba una segunda elección un mes después, en la que participaban los dos candidatos con mayor número de votos. El Acuerdo de Paz de Accra suspendió temporalmente esta disposición para las elecciones legislativas de 2005, que utilizaron el sistema de votación por mayoría simple. En 2011, el artículo 83(b) fue modificado por el referéndum para exigir la votación por mayoría simple en todas las elecciones legislativas futuras.

### Período de mandato
Según la Constitución original de 1847, los senadores cumplían un mandato de cuatro años sin límite de mandatos. La duración del mandato se aumentó a seis años mediante una enmienda constitucional en 1904. El proyecto de Constitución de 1985 fijó el mandato de los senadores en ocho años, aunque el gobierno militar cambió la duración a nueve años antes de su ratificación.
Los mandatos senatoriales se han escalonado en ambas constituciones, y se eligen dos clases de senadores en años electorales alternos.  Las elecciones al Senado de 2005 restablecieron este método, en el que cada votante podía emitir dos votos para candidatos diferentes. El candidato con el mayor número de votos era elegido senador de primera categoría, con un mandato de nueve años, seguido de las elecciones en 2014. El candidato con el segundo mayor número de votos se convertía en senador de segunda categoría, con un mandato excepcional de seis años, seguido de las elecciones en 2011 para un mandato normal de nueve años.  Desde 2011, las elecciones se realizan de forma escalonada, de modo que cada condado elige un senador (2020-2029), y luego otro senador tres años después (2023-2032), seguido de un período de seis años en el que no se eligen senadores (no hubo elecciones de medio senado en 2017).

### Vacantes a mitad de mandato
En caso de fallecimiento, renuncia, ascenso a un cargo que lo descalifique, incapacidad o expulsión de un senador antes de completar su mandato, el Senado debe notificar a la Comisión Electoral Nacional dentro de los 30 días siguientes a la vacante. La Comisión Electoral Nacional lleva a cabo entonces una elección parcial dentro de los 90 días siguientes a dicha notificación para cubrir la vacante. Los senadores elegidos en una elección parcial solo cumplen el resto del mandato de su predecesor.

## Deberes

### Legislación
Los proyectos de ley pueden tener su origen en la Cámara o en el Senado, con excepción de los proyectos de ley sobre ingresos, que según el Artículo 34(d)(i) deben tener su origen en la Cámara. Los proyectos de ley que se originan en la Cámara, incluidos los proyectos de ley sobre ingresos, pueden ser enmendados por el Senado y devueltos a la Cámara. Ambas cámaras deben aprobar el mismo proyecto de ley para que pueda ser enviado al Presidente para su firma o veto. Si existen diferencias entre las dos versiones aprobadas por la Cámara y el Senado, se puede formar un comité de conferencia compuesto por miembros de ambas cámaras para negociar un único proyecto de ley para su aprobación por las cámaras.

### Controles y contrapesos
El Senado, junto con la Cámara, debe aprobar cualquier tratado u otros acuerdos internacionales firmados por el presidente. Si el presidente veta cualquier proyecto de ley aprobado por la Cámara y el Senado, el veto puede ser revocado por un voto de dos tercios de los miembros de cada cámara.  La Constitución también otorga al Senado varios poderes exclusivos para controlar las acciones del poder ejecutivo. Según el artículo 54, los nombramientos de ministros, jueces, funcionarios del condado, oficiales militares y otros funcionarios por parte del presidente deben ser confirmados por el Senado. El Senado también es responsable de juzgar al presidente, al vicepresidente y a los jueces en caso de que sean sometidos a juicio político por la Cámara. La condena y la destitución requieren el consentimiento de dos tercios de los senadores.